# Sant Maurici (Caldes de Malavella)

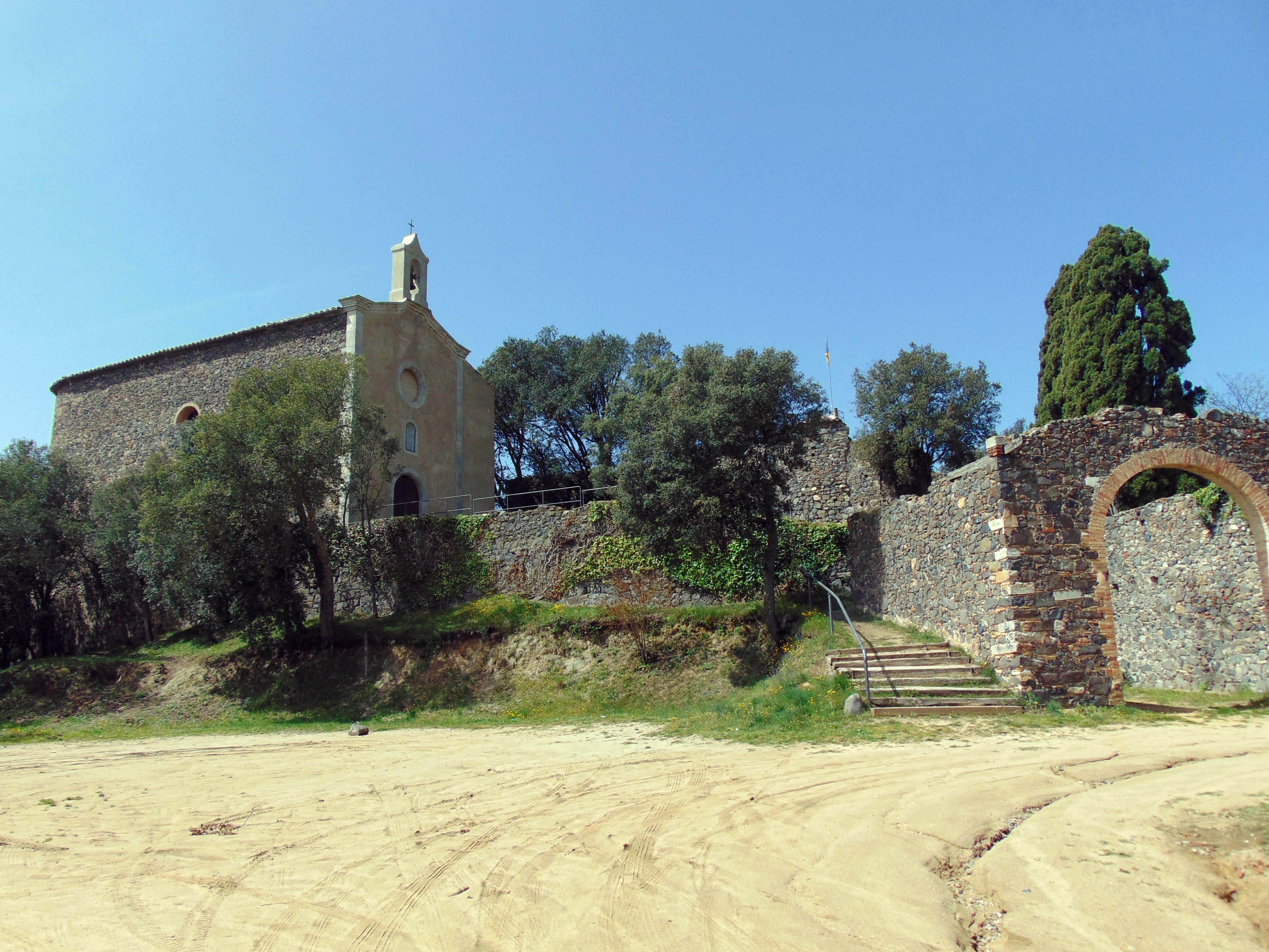
Ermita i castell dalt de la muntanya

Sant Maurici és una muntanya de 143 metres que es troba al municipi de Caldes de Malavella, a la comarca de la Selva.
Al cim podem trobar-hi un vèrtex geodèsic (referència 304105001) al costat de l'ermita de Sant Maurici i del Castell de Malavella.
Al cantó de les restes del castell s'hi poden veure unes columnes basàltiques molt ben conservades, corresponents a la xemeneia de Sant Maurici.